# روباه ۱۶۲۴۸
سیارک ۱۶۲۴۸ (به انگلیسی: 16248 Fox، نامگذاری:2000HT13) شانزده هزار و دویست و چهل و هشتمین سیارک کشف شده‌است که در ۲۸ آوریل ۲۰۰۰ کشف شد.
قدر مطلق سیارک برابر ۱۸.۶ است.